# Patrick Zbinden

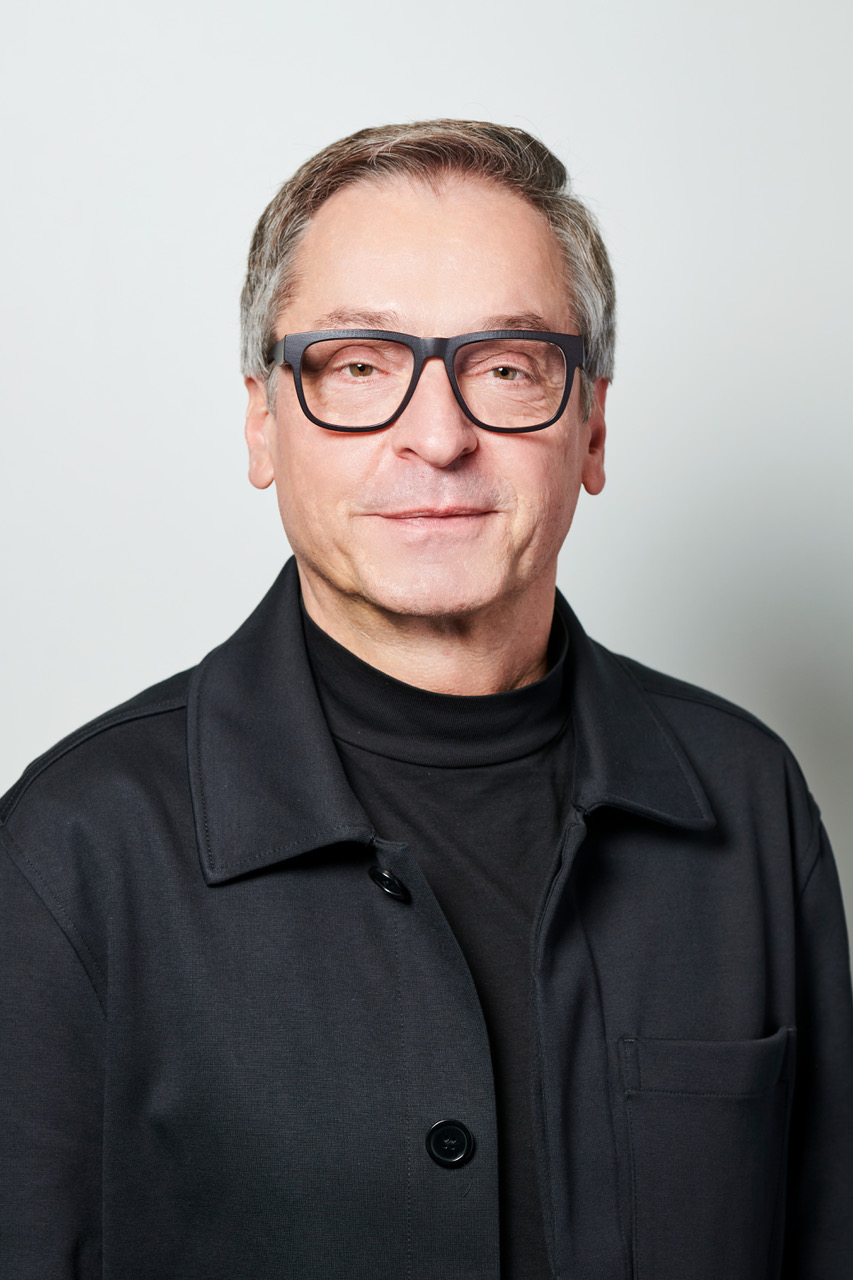
Patrick Zbinden

Patrick Zbinden (* 25. Januar 1966 in Zürich) ist ein Schweizer Lebensmittel-Sensoriker und Food Journalist BR.

## Leben
Nach der obligatorischen Schulzeit absolvierte er eine Lehre als Maschinenmechaniker. Er bildete sich an einer Handelsschule weiter und besuchte eine Kaderschulung. 1992 begann er das Seminar für Haushaltungslehrerinnen des Kantons Zürich in Pfäffikon. Danach liess er sich zum Ernährungstrainer, Journalisten und diplomierten Lebensmittel-Sensoriker mit Schwerpunkt Multisensorik ausbilden. Er ist als Sensoriker nach DIN-Norm speziell auf Gewürze und Aromen ausgebildet. In dieser Funktion ist er seit 2013 für die sensorische Qualität der Slow Food Produkte in der Schweiz verantwortlich.  
Patrick Zbinden präsentierte von 1998 bis 2011 auf Schweizer Radio DRS3 einmal pro Woche die Rubrik Kochen mit Patrick Zbinden. Seit 2005 ist er als Sensoriker bei Lebensmitteldegustationen in der Konsumentensendung Kassensturz des Schweizer Fernsehens SRF 1 tätig. Für das Gault Millau-Magazin des Ringier-Verlags ist er seit 2012 für die Organisation, Durchführung und die journalistische Aufbereitung der Lebensmitteldegustationen verantwortlich. Er publiziert Fachartikel und Interviews in Printmedien wie Marmite, Handelszeitung, Cigar, Bossi, Bolero Men, Tages-Anzeiger, SonntagsZeitung und Falstaff. Seine Kolumnen erscheinen regelmässig in der Hotellerie Gastronomie Zeitung und im Richemont Fachblatt. Beim Verband GastroSuisse unterrichtet er innerhalb des G2 Gastro-Betriebsleiterseminars das Modul Kulinarik und Foodkompetenz. Bei der Schweizerischen Hotelfachschule Luzern leitet er das Seminar Food-Design. Er zeichnet als Impulsgeber für diverse Innovationen im Lebensmittelbereich verantwortlich. Unter anderem  entwickelte er das Getränk Gents.

## Werke (Auswahl)
- 928 clevere Küchentipps, Werd Weber Verlag AG, Thun 2009, ISBN 978-3-85932-616-3.
- Salz-Tasting. in: Die Welt des Salzes, Umschau Verlag Deutschland 2009, ISBN 978-3865286659, S. 92/93.
- Foodpairing mit Insekten. in: Grillen, Heuschrecken & Co., AT Verlag, Aarau 2016, ISBN 978-3-03800-923-8, S. 128/129.